# Savciîn, Sokal
Savciîn (în ucraineană Савчин) este localitatea de reședință a comunei Savciîn din raionul Sokal, regiunea Liov, Ucraina.

## Demografie
Componența lingvistică a localității Savciîn
     Ucraineană (99,84%)
     Alte limbi (0,16%)
Conform recensământului din 2001, majoritatea populației localității Savciîn era vorbitoare de ucraineană (99,84%), existând în minoritate și vorbitori de alte limbi.